# إيرباص إتش 175
إيرباص إتش 175، (بالإنجليزية: Airbus Helicopters H175)‏ المعروفة أيضا باسم افيكوبتر (بالإنجليزية: Avicopter AC352)‏ وسابقا باسم يوروكوبتر إي سي175 (بالإنجليزية: Eurocopter EC175)‏ وافيكوبتر زد-15 (بالإنجليزية: Avicopter Z-15)‏، هي طائرة هليكوبتر متوسطة من فئة 7 طن، تنتجها إيرباص هيليكوبترز (سابقا مجموعة يوروكوبتر) ومجموعة الصناعة هاربين الطائرات التابعة لشركة صناعة الطيران الصينية (AVIC). وقد يشار إليها بأنها «مروحية متوسطة فائقة»، وفي كثير من الأحيان تقارن بمنافستها مروحية أغستاوستلاند إيه دبليو 189.
أطلقت المروحية رسميا في 24 فبراير 2008، في «معرض هيلي اكسبو» في هيوستن، وكانت إيرباص هيليكوبترز تتوقع بأنها ستبيع من حوالي 800 إلى 1000 مروحية إي سي175 خلال فترة أولية مدتها 20 عاما. وقد دخلت الخدمة في ديسمبر 2014. وفي عام 2015، تم تغيير اسم إي سي175 رسميا إلى إتش 175 ، وذلك تمشيا مع إطلاق العلامة التجارية الجديدة وإعادة التسمية لشركة يوروكوبتر إلى إيرباص هيليكوبترز.

## التطوير

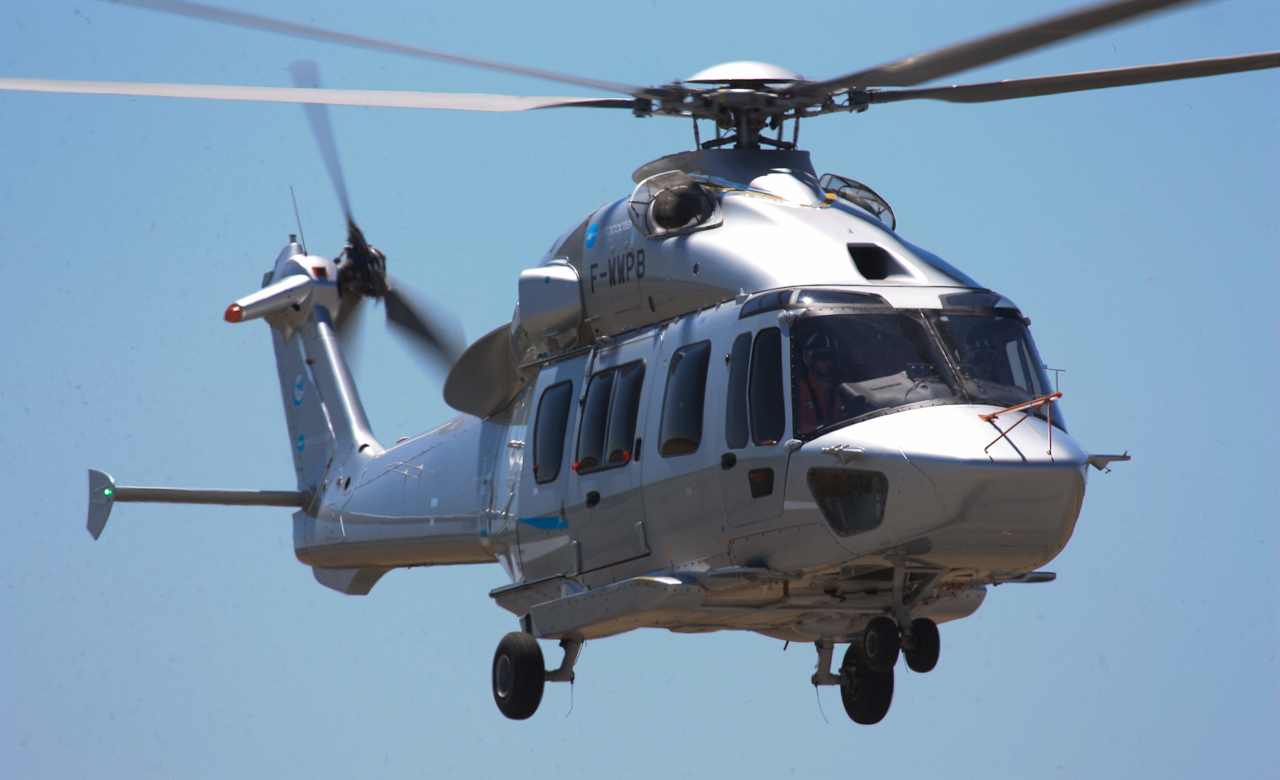
An EC175 prototype during a demonstration flight, 2011

## التصميم

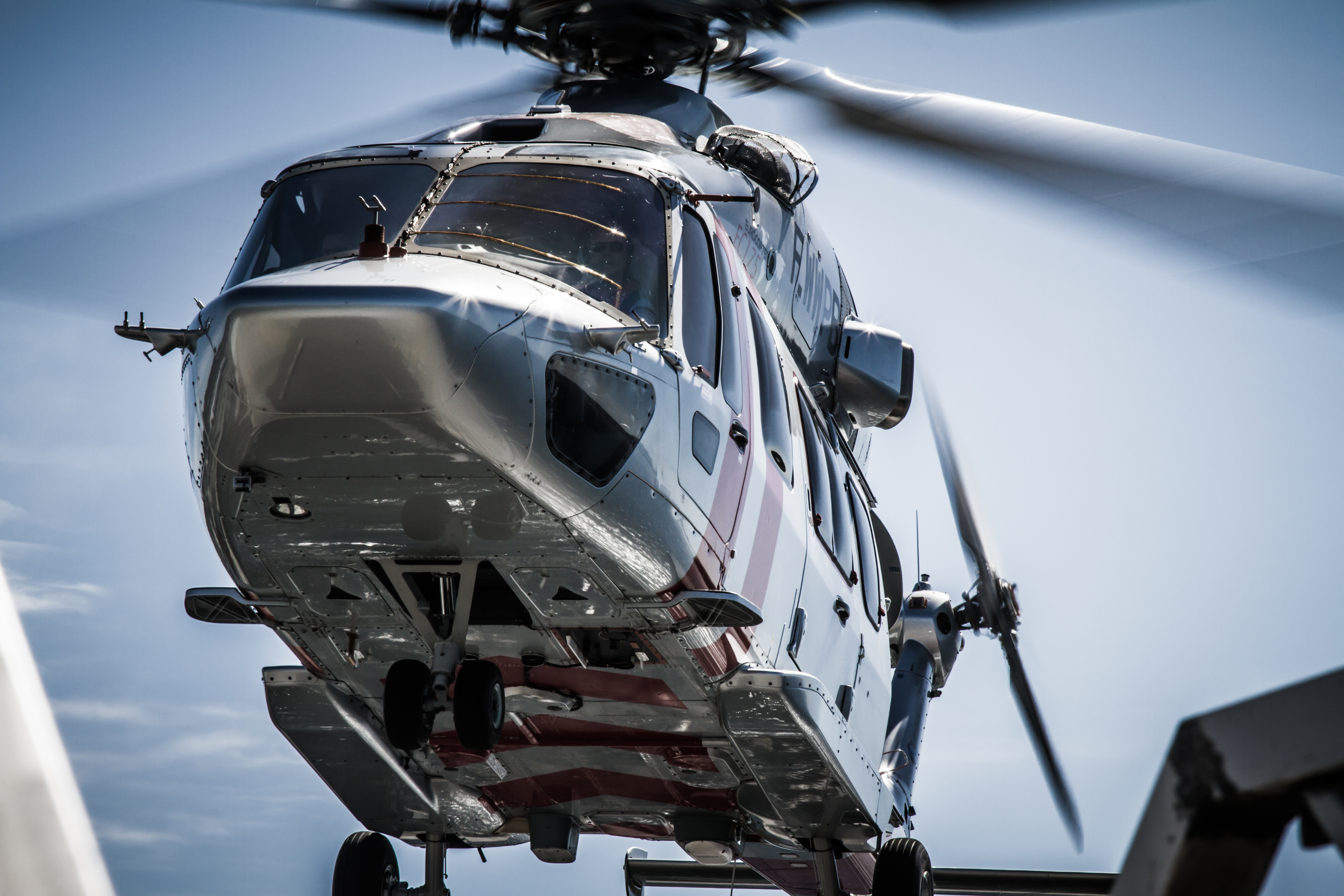
View of an in-flight H175, 2013

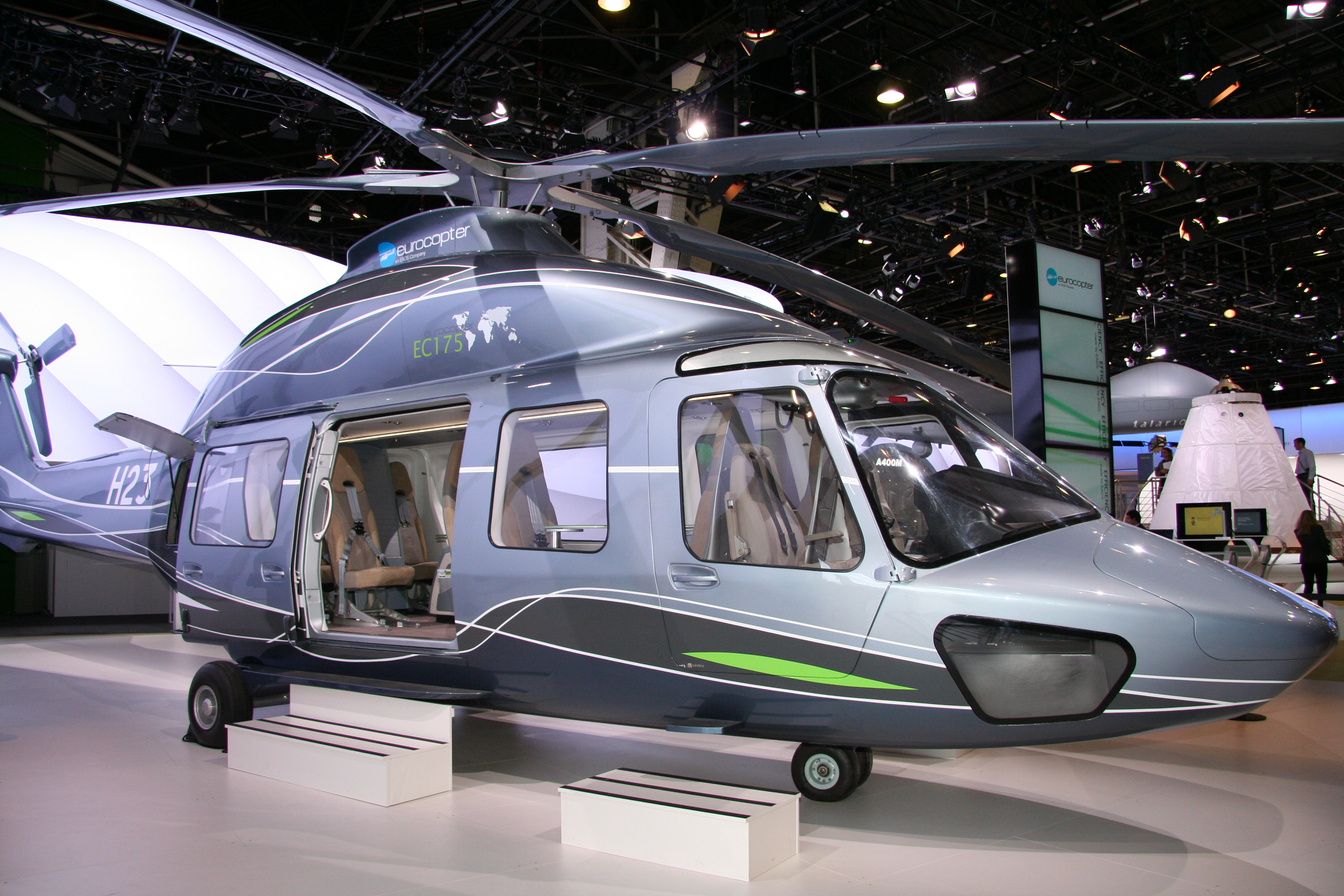
H175 on static display, 2009

## المشغلون
بلجيكا
- Noordzee Helikopters Vlaanderen (2 في الخدمة، 14 تحت الطلب)[1]

 هونغ كونغ
- Hong Kong Government Flying Service (7 تحت الطلب على دفعتين)[6]

 المكسيك
- Transportes Aéreos Pegaso[7]

 روسيا
- UTair (15 تحت الطلب)[1]

 الولايات المتحدة
- Bristow Group (17 تحت الطلب).[8]

## المتغيرات والإصدارات
EC175
H175
Z-15
AC352

## مواصفات (EC175)

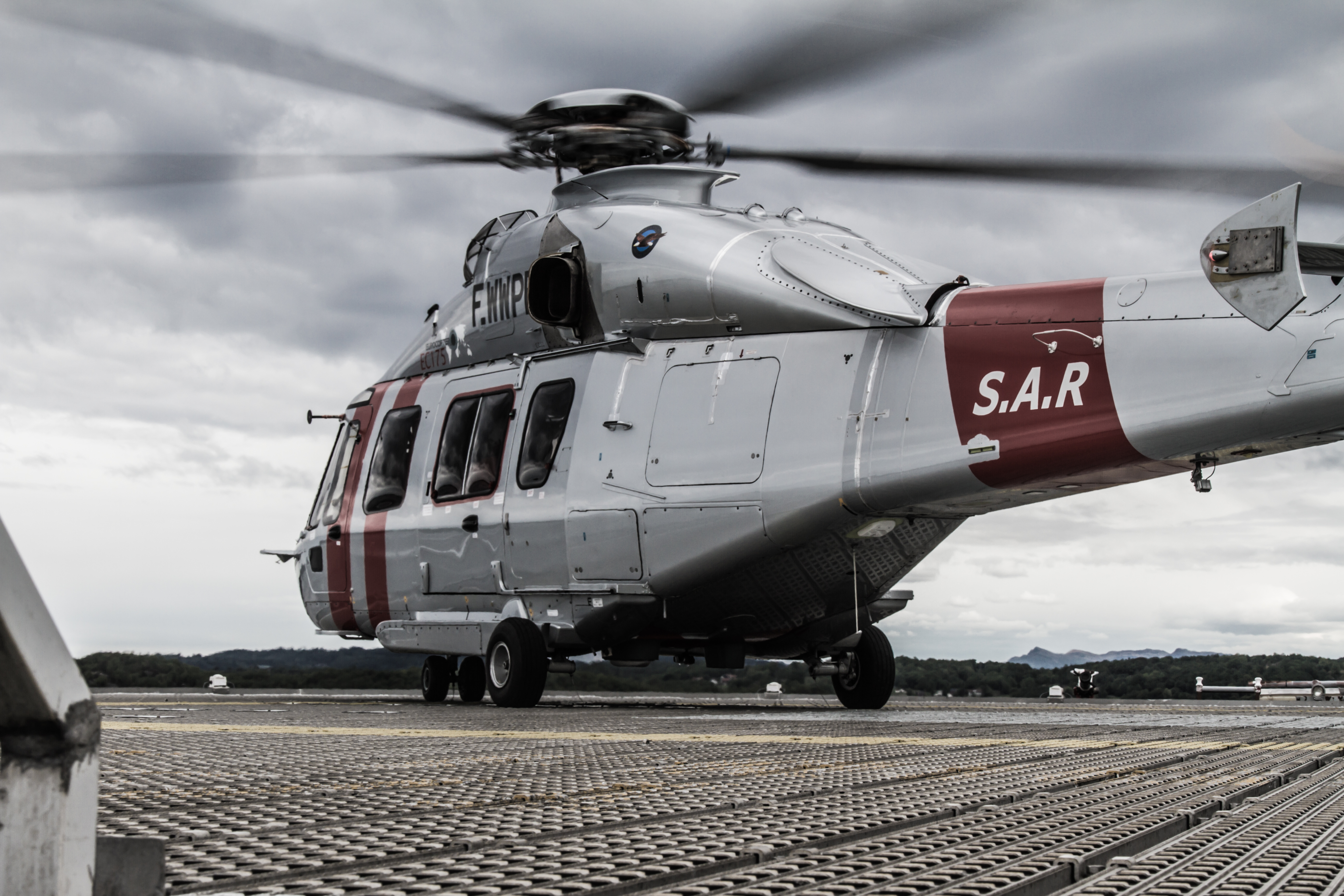
Rearview of a H175, 2013

البيانات من وكالة سلامة الطيران الأوروبية Type certificate. and Airbus Helicopters website
الخصائص العامة
- الطاقم: 2 طيارين
- السعة: 16/18 راكب
- الطول: 15.68 متر (جسم الطائرة فقط) 18,06 متر (من طرف الدوار الرئيسي لطرف الذيل الدوار) ()
- قطر الدوار: 14.80 متر ()
- الارتفاع: 3.47 متر (5.34 متر عموما) ()
- مساحة القرص : 172 متر² ()
- الوزن فارغة: 4,603 كغم ()
- الوزن محملة: 7,500 كغم (per type certificate) ()
- وزن الإقلاع الأقصى: 7,800 kg[11] (16,535 lb
- Fuel capacity: 2,616 L)
- محرك الطائرة: 2 × برات آند ويتني كندا PT6C-67E محرك عمود دوران توربيني, 1,324 kW (1,776 shp)  الواحد

الأداء
- السرعة القصوى: 315 كم / ساعة
- سرعة العبور: 285 كم / ساعة
- مدى (طائرة): 1259.36 كم (680 ميل بحري, 782.53 mi)
- سقف الخدمة: 5,500 m ()

## وصلات خارجية
- Official page on the Airbus Helicopters website
- Eurocopter unveils its brand-new EC175 at Heli-Expo 2008
- Z-15 Medium Utility Helicopter Programme
- Z-15 Chinese Medium Helicopter (CMH)